# 玛莎·赫德森
玛莎·赫德森（英語：Martha Hudson，1939年3月21日—），美国女子田径运动员，主攻短跑。她曾代表美国参加1960年夏季奥林匹克运动会田径比赛，获得女子4×100米接力金牌。